# Arthrorhynchus nycteribiae
Arthrorhynchus nycteribiae är en svampart som först beskrevs av Peyr., och fick sitt nu gällande namn av Roland Thaxter 1931. Arthrorhynchus nycteribiae ingår i släktet Arthrorhynchus och familjen Laboulbeniaceae.  Arten är reproducerande i Sverige. Inga underarter finns listade i Catalogue of Life.